# Xiongguanlong
Xiongguanlong — це вимерлий рід тиранозавроїдних тероподів раннього крейдяного періоду на території сучасного Китаю. Тип і єдиний вид — X. baimoensis. Родова назва походить від міста Цзяюйгуань (раніше називалося «Xiong Guan» або «великий перевал») і мандаринського слова «long», що означає дракон. Видовий епітет «baimoensis» є латинізацією мандаринського слова «білий привид» щодо однієї з геологічних особливостей типової місцевості (на прізвисько «замок білих привидів»).

## Відкриття
Xiongguanlong був виявлений у верхній частині формації Xiagou групи Xinminbao в місцевості, яка називається «Замок білих привидів», яка лежить у басейні Yujingzi в Ганьсу, Китай. Це та сама місцевість, з якої було знайдено голотип орнітомімозавра Бейшаньлона.
Він був відкритий і підготовлений у 2006 і 2007 роках Марком Нореллом, Пітером Маковіцкі та командою вчених з Пекінського університету. У своєму початковому описі автори припускають, що він походить або з аптського, або з альбського етапів, але наступні автори обмежили верхню частину конкретно аптським етапом.
Голотип і єдиний зразок Xiongguanlong отримав позначення FRDC-GS JB16-2-1 і був збережений у Центрі досліджень і розробок копалин Бюро георозвідки та розробки корисних копалин провінції Ганьсу в Ланьчжоу, Китай. Він складається з повного черепа (без нижніх щелеп), повного ряду шийних і спинних хребців, частково правої клубової кістки та правої стегнової кістки. Його спочатку виявили на початку 2000-х років, але його не було описано до 2009 року, коли в «Працях Королівського товариства» була опублікована стаття палеонтологів Daqing Li, Mark Norell, Ke-Qin Gao, Nathan D. Smith, Peter J. Makovicky.
У своєму початковому описі та в численних публікаціях після цього він був відзначений як вартий уваги перехідний вид між основними тиранозавридами юрського періоду та похідними тиранозавридами пізньої крейди.

## Опис
Автори його початкового опису підрахували, що Xiongguanlong мав довжину ≈ 5 метрів. Вони використовували регресійний аналіз, заснований на роботах P. Christiansen і R.A. Fariña оцінити його масу ≈ 270 кілограмів. Однак Грегорі С. Пол підрахував, що він важив лише ≈ 200 кілограмів. Вважається, що голотип був повністю або майже повністю дорослим через спостережене закриття нейрокраніальних швів. Його передбачуваний розмір набагато більший, ніж у ранніх тиранозавроїдів, таких як Dilong і Guanlong, що змусило авторів припустити, що збільшення розміру тіла тиранозавроїдів було безперервним процесом протягом крейдяного періоду. Хоча більшість ніг і хвоста не збереглися, вважається, що він мав пропорції тіла, подібні до Alioramus.

## Палеоекологія
Формація Xiagou є другою наймолодшою формацією групи Xinminbu, яка стратиграфічно розташована між старшою формацією Chinjinpu та молодшою формацією Zhonggou, усі з яких розташовані в басейні Yujingzi на заході Ганьсу. Сьогодні цей регіон є частиною пустелі Гобі, але в період ранньої крейди це було значно менш посушливе середовище, і воно, ймовірно, знаходилося на узбережжі моря Тетіс або поблизу нього.
Склад формації Сягоу вказує на те, що там, ймовірно, були низовини, оточені вузькими пагорбами, що дозволяло фауні динозаврів подорожувати територіями без географічних бар'єрів. У деяких скам'янілих водно-болотних птахів збереглися м'які тканини їхніх перетинчастих лап і пір'я, що змусило авторів зробити висновок про наявність озер із безкисневим дном.
Xiongguanlong є найбільшим хижаком, виявленим наразі у формації Xiagou. Великі тероподи, знайдені в цьому районі, Beishanlong і Suzhousaurus, обидва вважаються травоїдними. Однак він не мав пристосувань для сильних ударних сил, характерних для похідних тиранозавридів. Подібні таксони, такі як Suskityrannus, вважаються хижаками середнього розміру в їхній екосистемі, але великих хижих тероподів ще не було знайдено в тій самій місцевості, що може свідчити про еволюційний перехід, який відбувався під час пізнього апта в Китаї.

## Галерея

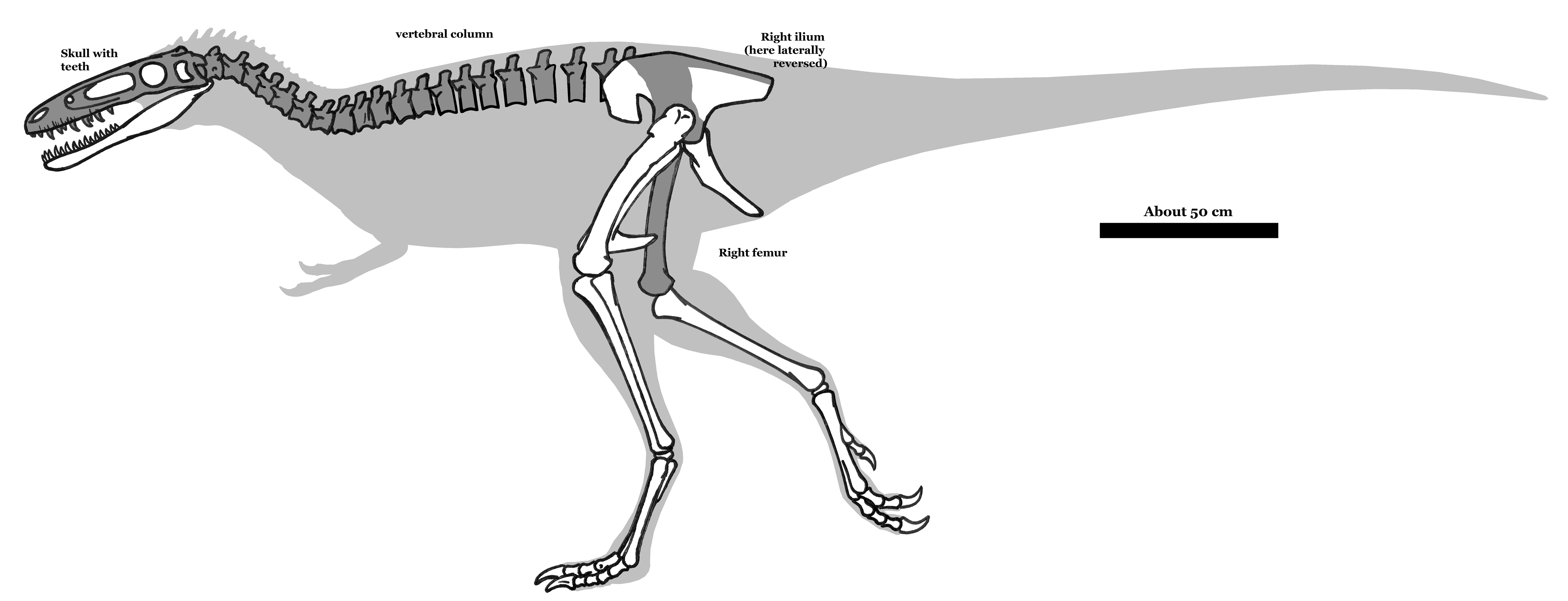
Білим — знайдені кістки
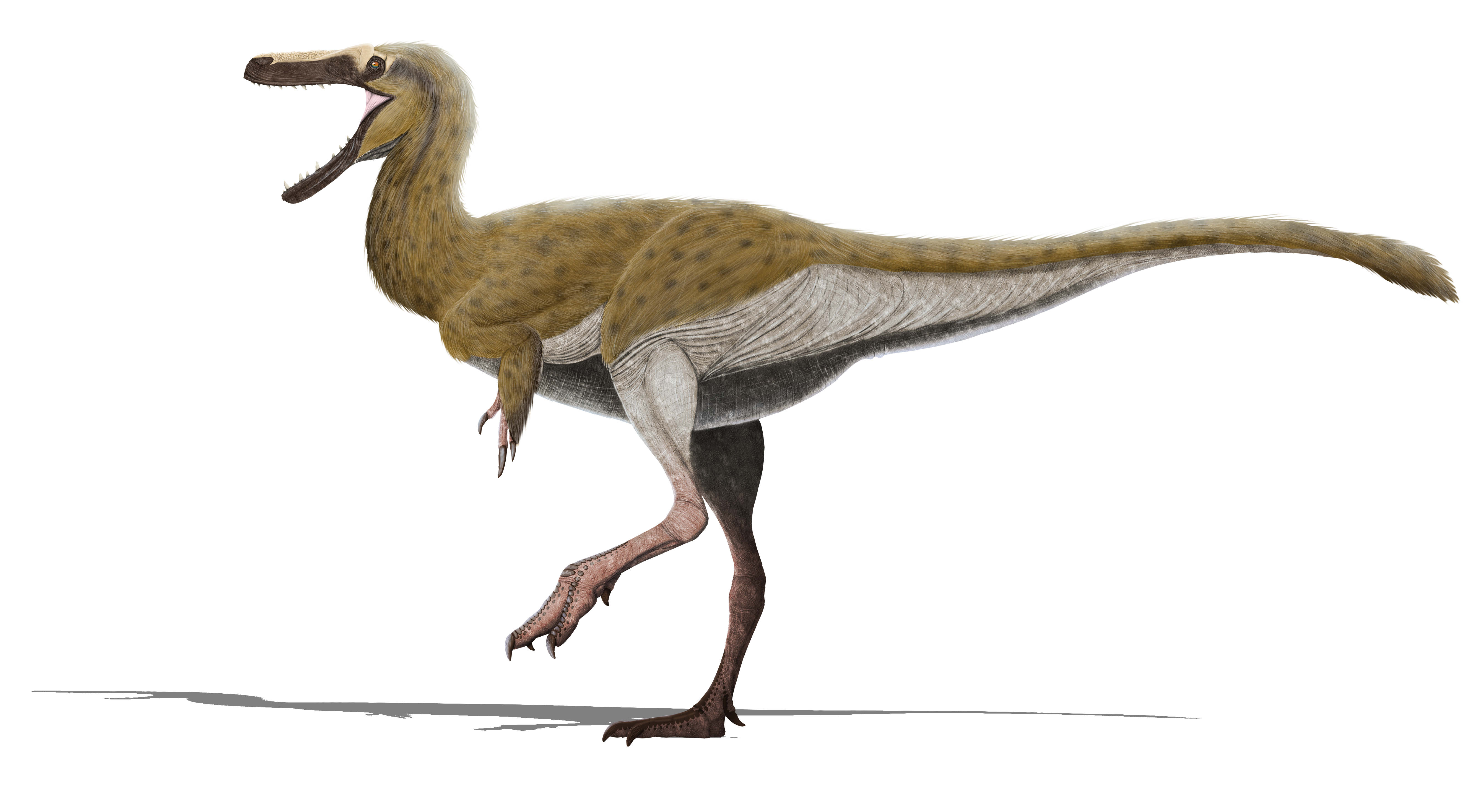
Художнє представлення
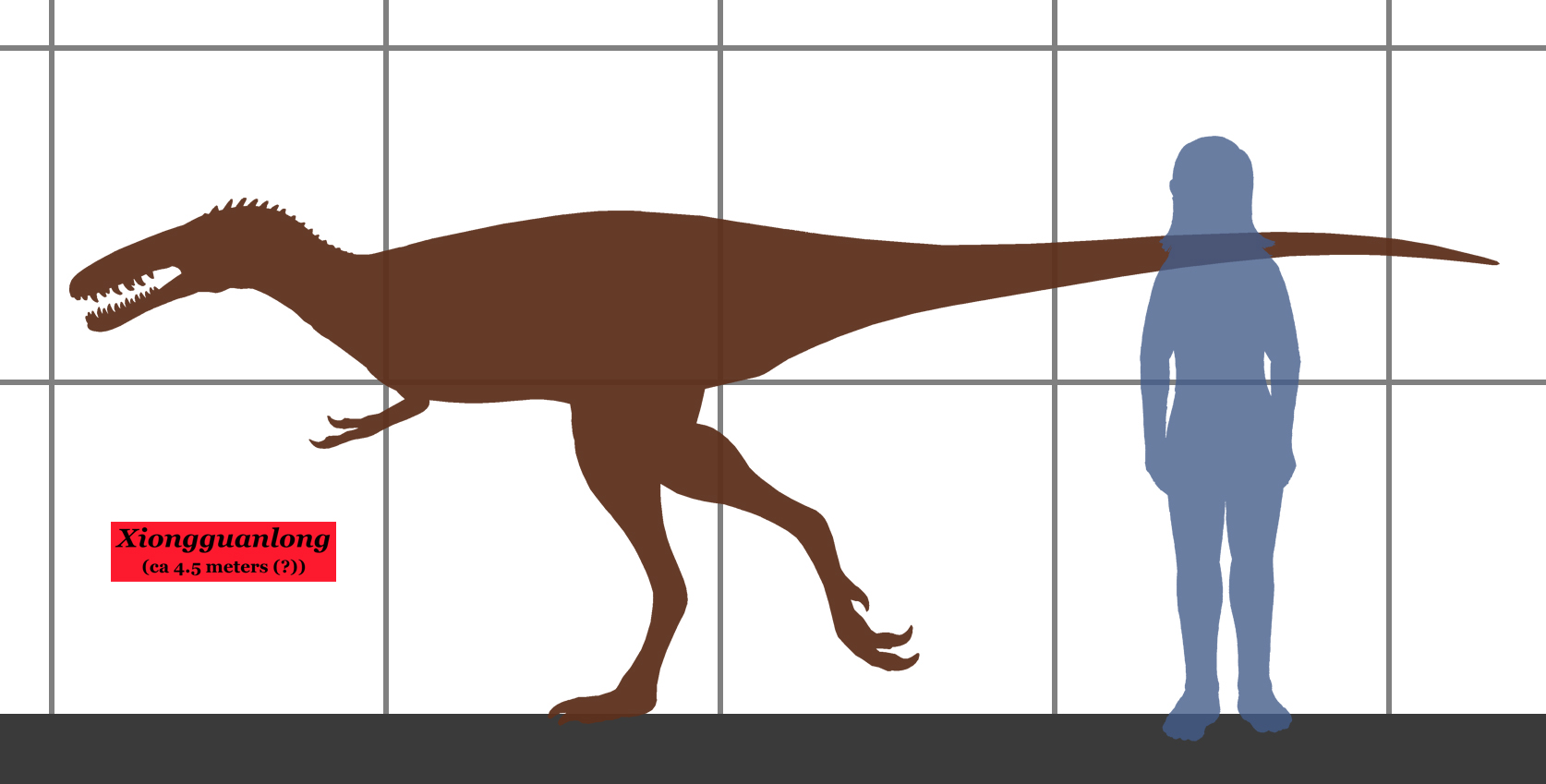
Розмір